# Shūr-e Bālā
Shūr-e Bālā (persiska: Shūr, شور بالا) är en ort i Iran.   Den ligger i provinsen Nordkhorasan, i den nordöstra delen av landet, 600 km öster om huvudstaden Teheran. Shūr-e Bālā ligger 1 757 meter över havet och antalet invånare är 170.
Terrängen runt Shūr-e Bālā är kuperad norrut, men söderut är den bergig. Runt Shūr-e Bālā är det ganska glesbefolkat, med 30 invånare per kvadratkilometer. Närmaste större samhälle är Esfarāyen, 15,4 km väster om Shūr-e Bālā. Trakten runt Shūr-e Bālā består i huvudsak av gräsmarker.